# Marie Philibert Constant Sappey
Pour les articles homonymes, voir Sappey.
Marie Philibert Constant Sappey (10 août 1810 - 13 mars 1896) est un médecin français qui est surtout connu pour ses travaux sur l’anatomie humaine.

## Biographie
Constant Sappey est né dans l’Ain, à Bourg-en-Bresse, au 11 de la rue de la Samaritaine, le 10 août 1810 ; il était l’aîné d’une famille de sept enfants. Il passa son enfance à Cerdon, où son père était médecin. À dix ans, il fut envoyé au collège de Bourg-en-Bresse avant d’entrer à l’hôpital de cette même ville, où Xavier Bichat et Joseph Récamier étaient venus en 1793. Cet hôpital avait comme chirurgiens deux élèves de Bichat et c’est là que Sappey commença à s’intéresser à l’anatomie, tandis que son père l’initiait à la pratique de la médecine de campagne.
En 1831, Sappey vint commencer ses études médicales à Paris : François Broussais détenait la chaire de pathologie chirurgicale, récemment créée, Jean-Nicolas Marjolin celle de pathologie externe, Jean Cruveilhier enseignait l’anatomie, la clinique chirurgicale était aux mains de Guillaume Dupuytren, d’Anthelme Richerand, tandis qu’Alexis Boyer, malgré ses soixante-quinze ans, opérait toujours à l’hôpital de la Charité ; enfin, Mathieu Orfila venait d’être désigné comme doyen de la Faculté de médecine de Paris, en remplacement d’Antoine Dubois.
Le jeune Sappey avait trouvé une chambre d’étudiant rue des Maçons-Sorbonne (aujourd’hui rue Champollion) et prenait pension dans un petit restaurant de la rue des Mathurins (aujourd’hui rue Du Sommerard), où l’on dinait pour vingt deux sous. Il fréquentait d’autres étudiants qui, comme lui étaient originaires du département de l’Ain mais ne participait pas aux nombreuses fêtes qu’ils organisaient et passait toutes ses soirées à préparer les concours : en 1836, il fut reçu à l’internat avec la place de neuvième sur vingt et un élus.
Après quatre années passées chez Auguste Nélaton et chez Hourmann, il concourut pour le poste d’assistant ; en 1841, il était prosecteur et le 6 décembre 1843, il soutenait sa thèse avec pour sujet : « Injection, préparation et conservation des vaisseaux lymphatiques », alors que le jury était présidé par Auguste Bérard.
En 1844, il se présenta à l’agrégation dans la section des sciences accessoires, mais il ne fut pas admis ; lors du concours de 1847, il opta pour la section de chirurgie et il fut nommé, en même temps que son compatriote Charles-Philippe Robin dans celle des sciences naturelles. Après un premier échec en 1853, Sappey fut nommé chef de travaux d’anatomie, le 10 août 1859 avec un traitement de six mille francs, mais il ne modifia rien à sa façon de vivre, passant ses journées dans les pavillons de dissection, préparant lui-même toutes les pièces anatomiques destinées à ses démonstrations et à ses publications.
Le 3 juin 1862, il entra à l’Académie de Médecine et, par décret du 12 décembre 1867, il fut nommé professeur d’anatomie : son enseignement ne semble pas avoir laissé un souvenir inoubliable aux étudiants de l’époque, tant il s’attachait à montrer les différences qui existaient entre ses propres observations et les descriptions anatomiques du livre de Cruveilhier mais aussi à entrer dans le détail de ses propres recherches et négligeant, par la même une vue d’ensemble du sujet; il était, par ailleurs, fortement concurrencé par des cours officieux et payants et en particulier par ceux de Joseph Auguste Aristide Fort, qui, ancien interne des hôpitaux de Paris, avait un véritable talent d’exposition alors que Sappey manquait d’éloquence.
En fin d’année 1885, il fut élu vice-président de l’Académie de médecine et le 4 janvier 1887, il prit la présidence. En 1886, il fit valoir ses droits à la retraite et, la même année, il se présenta à l’Institut de France dans la section d’anatomie et de physiologie au fauteuil laissé vacant par le décès du zoologiste Henri Milne Edwards : Sappey fut élu par trente-trois voix contre dix à Louis Ranvier et huit à  Camille Dareste de la Chavanne. Il fut décoré de la Légion d'honneur pour ses découvertes.
À la retraite, Sappey ne s’en consacra qu’avec plus d’ardeur à ses recherches de laboratoire « Par ces journées de lourde chaleur qui font déserter aux plus laborieux l’Ecole pratique, rapporte Mathias Duval on le voyait encore devant sa table à injections lymphatiques, reprenant avec ténacité l’étude de certains points qu’il tenait à vérifier et à compléter. »
Il s’était marié le 24 mai 1859 à Paris avec Antoinette Clotilde Dumas et c’est elle qui avait dessiné la plupart des planches des ouvrages d’anatomie ; veuf, désemparé, il chercha quelques distractions dans le cercle restreint où se bornait son intimité quand un ictus le frappa et le rendit aphasique. Il est décédé subitement le 13 mars 1896. On lui fit des funérailles solennelles et toutes les sociétés auxquelles il appartenait étaient représentées ; il fut inhumé au Cimetière du Père-Lachaise (28e division).

## Publications et apport scientifique
Sappey fut un anatomiste très réputé pendant la deuxième moitié du XIXe siècle et on le connaît surtout pour ses recherches concernant le système lymphatique.
Les étudiants en médecine n’avaient guère, à l’époque, à leur disposition que le traité d’Anatomie descriptive publié par Cruveilhier en 1830 et l’Anatomie élémentaire que Jean-Baptiste Marc Bourgery avait sorti en 1834 complétée par un Manuel d’anatomie physiologique entre 1836 et 1839. Ces ouvrages contenaient des inexactitudes et de nombreux articles manquaient de précision : Sappey s’astreignit à revoir lui-même chaque point et à vérifier le moindre détail. Il entreprit de rédiger un Traité d’anatomie descriptive dont le premier volume (Ostéologie, arthrologie, myologie et aponévrologie) parut chez Masson en 1853 ; l’ouvrage, terminé en 1863 eut un immense succès et une seconde édition refondue fut publiée entre 1867 et 1874 chez Delahaye ; d’autres suivirent et l’ouvrage resta un classique jusqu’en 1889, date à laquelle Léo Testut commença la publication, en collaboration avec son élève André Latarjet, de son Traité d’anatomie humaine.
Passionné par le système lymphatique, il imagina un procédé pour le tracer de façon précise en injectant du mercure sous la peau d'un cadavre afin de faciliter la dissection des vaisseaux ;  il publia en 1874, un ouvrage sur la Description des lymphatiques considérés chez l'homme et les vertébrés ; l'anatomiste Henri Rouvière continua le travail anatomique de Sappey sur le système lymphatique humain.

## Éponymes associés
- Le plexus de Sappey : réseau lymphatique dans l'aréole du mamelon.
- Les veines de Sappey : un autre nom pour les veines paraombilicales, le portail accessoire du système veineux.
- L'ansa Haller-Sappey : anastomose du Nervus glossopharyngeus avec le Ramus auricularis du Nervus vagus pour l'innervation de l'oreille extérieure. Elle porte également le nom du physiologiste Albrecht von Haller.